# 2004年納斯達克100公開賽
2004年邁阿密大師賽于2004年3月22日至4月4日在美國邁阿密舉行，又稱2004年纳斯达克100公开赛，為第20屆賽事，在ATP為大師系列賽之一，在WTA為一級錦標賽，這是一項男女合辦的賽事，舉辦於克蘭登公園網球中心。

## 冠軍

### 男子單打
安迪·羅迪克 擊敗  吉列尔莫·科里亚（62–7, 6–3, 6–1）
- 這是羅迪克職業生涯第13個單打冠軍。

### 女子單打
莎蓮娜·威廉絲 擊敗  耶莲娜·德门蒂耶娃（6–1, 6–1）
- 這是小威廉絲職業生涯第24個單打冠軍。

### 男子雙打
韋恩·布萊克 /  凱文·烏利耶特

### 女子雙打
娜迪亚·佩特洛娃 /  梅根·蕭內西

## 外部連結
- 官方網址